# نهر القمر (أغنية)
نهر القمر (بالإنجليزية Moon River) هي أغنية من تأليف وتلحين جوني ميرسر وهنري مانشيني عام 1961، وتحصلوا عليها على جائزة الأوسكار لأفضل أغنية. أصبحت الأغنية معروفة ومشهورة من خلال فيلم إفطار عند تيفاني وكانت قد غنتها أودري هيبورن، كما أن الأغنية أعيد غنائها لعدة مرات وبأنواع مختلفة وكان المغني الجنوب إفريقي داني ويليامس قد حقق نجاحا باهرا وحصل على المرتبة الأولى في بريطانيا، كما أن الأغنية حققت أكبر شعبية مع النجم الأمريكي الشهير أندي ويليامس بالرغم من أنه لم يحقق معها أي مرتبة.

## وصلات خارجية
- كلمات الأغنية بالإنجليزية